# Ricardo Nascimento (calciatore 1974)
Ricardo Nuno Queirós Nascimento (Vila Nova de Gaia, 19 aprile 1974) è un allenatore di calcio ed ex calciatore portoghese, di ruolo centrocampista.

## Palmarès

### Giocatore

#### Competizioni nazionali
- Segunda Liga: 1

Trofense: 2007-2008
- Coppa del Portogallo: 1

Boavista: 1996-1997
- Korean League Cup: 1

Seoul: 2006